# Central-passage house

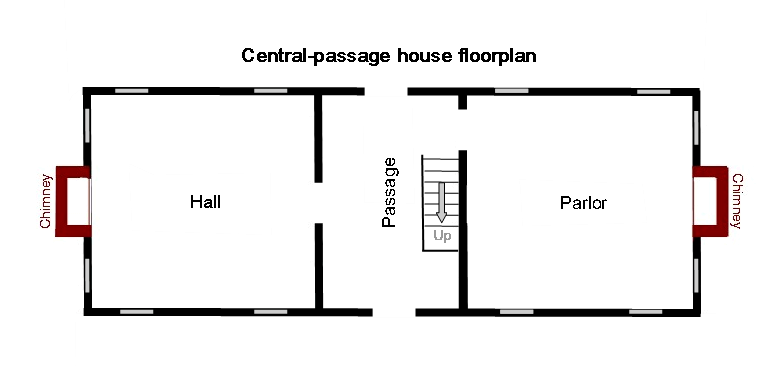
Mappatura base per una central-passage house.

La central-passage house (nota anche come central hall plan house, center-hall house, hall-passage-parlor house, Williamsburg cottage o Tidewater-type cottage), era una tipologia di architettura vernacolare di abitazione del periodo coloniale precedente al XIX secolo negli Stati Uniti.
Diffusasi a partire dagli stati del Maryland e della Virginia e derivata dalla hall and parlor house, le prime tracce di questa tipologia abitativa si trovano nel XVIII secolo. In parte questa tipologia si sviluppò  per la sicurezza economica e per le nuove convenzioni sociali che mutarono sensibilmente il paesaggio americano, ma fu anche influenzata dall'architettura palladiana e da quella georgiana nell'enfatizzazione della simmetria.

## Caratteristiche

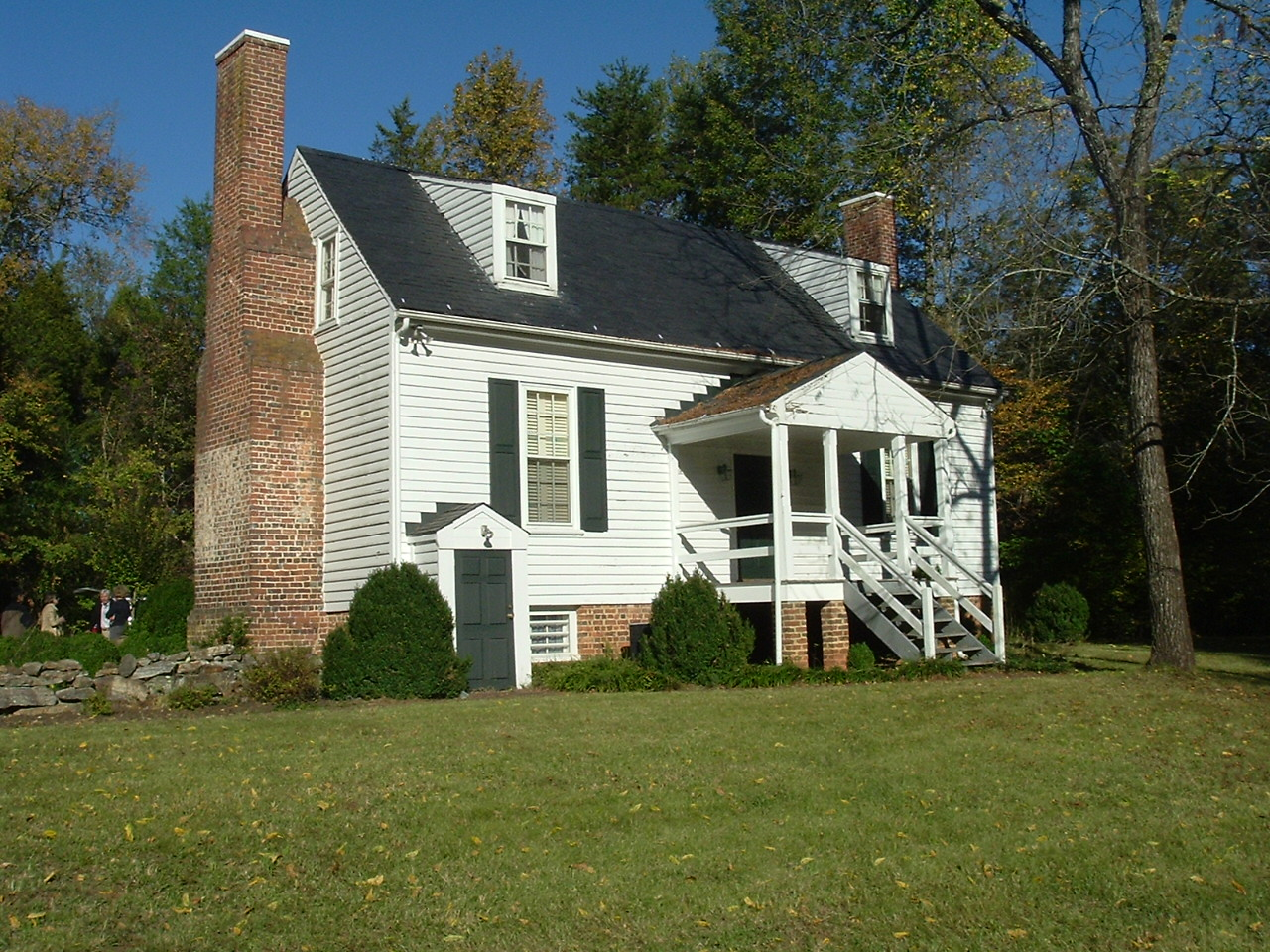
Locust Grove, un esempio di central-passage house presso Dillwyn, in Virginia. La costruzione è precedente al 1794.

Una central-passage house era costituita in maniera simile ad una hall and parlor house, con l'unica differenza che la sala principale dell'abitazione ed il parlor erano divisi da un corridoio centrale alla struttura in forma di passaggio che poteva allargarsi sino a divenire una terza stanza nella casa e che fungeva da ingresso e, con una porta sul retro, consentiva di uscire verso il giardino.
Le central-passage houses avevano solitamente un secondo piano mansardato con abbaini a partire dalla fine del XVIII secolo. I primi esempi di questa tipologia di abitazioni erano ancora asimmetrici come le case precedenti, ma col tempo la simmetria divenne un dato fondamentale nella facciata e negli ambienti, impiegando addirittura la formula del "doppio quadrato", ovvero che la casa doveva essere lunga due volte la sua altezza. Le case a passaggio centrale erano solitamente realizzate in mattoni o pietre e rivestite di legno esternamente.
Gli elementi stilistici tipici delle central-passage houses erano i due camini esterni laterali a fermalibro di forma rettangolare, la presenza di modanature semplici e i rialzi per la falda acquifera. La rabescatura con mattoni di colori leggermente differenti poteva essere comune nei camini.